# سایاکا ناکایا
سایاکا ناکایا (انگلیسی: Sayaka Nakaya; ۱۵ اکتبر ۱۹۹۱ – ) صداپیشه، و خواننده اهل ژاپن بود. وی از سال ۲۰۰۷ میلادی تاکنون مشغول فعالیت بوده‌است.